# Forza Bastia
Forza Bastia är en fransk dokumentärfilm 1978, producerad av Jacques Tati och Sophie Tatischeff. Den fick dock först premiär 2002.

## Handling
1978 kommer det lilla laget SC Bastia till UEFA-cupens final mot PSV Eindhoven. Den franske regissören Jacques Tati filmade hur staden såg ut under matchdagen och hur matchen såg ut bakom kulisserna.

## Produktionen
Den 26 minuter långa dokumentärfilmen producerades efter en idé av Jacques Tatis vän Gilberto Trigano (FC Bastias dåvarande klubbordförande).
Filmen betraktades dock som ett misslyckande och arkiverades. Först 2002 hade filmen premiär, efter att den året före färdigställts av Tatis dotter Sophie Tatischeff. Filmen blev därmed Jacques Tatis sista film (två decennier efter hans död).